# Thurnia
Thurnia, rod vazdazelenih poluvodenastih trajnica iz porodice Thurniaceae na sjeveru Južne Amerike. Staništa njezinih tri priznatih vrsta su na ili u blizini vode. 
Cvjetovi su biseksualni, aktinomorfni.

## Vrste
1. Thurnia jenmanii Hook. f.
2. Thurnia polycephala Schnee
3. Thurnia sphaerocephala (Rudge) Hook. f.